# 마마 앤드 파파
"마마 앤드 파파"는 2010년에 개봉한 대한민국의 영화이다.

## 캐스팅
- 김진아 : 지영 역
- 박정은 : 지수 역
- 유하은 : 지아 역
- 노시정 : 병석 역
- 김채민 : 어린 지영 역
- 김준환 : 어린 병석 역
- 조동희 : 민철 역
- 권도경 : 행자 역
- 이현정 : 병석 모 역
- 손민지 : 지영 모 역
- 도승희 : 장 선생 역
- 장정국 : 만달 역
- 김문찬 : 만수 역
- 허기호 : 병석 부 역
- 김호영 : 국민배우 역
- 길달호 강민달 역
- 최은석 : 덕칠 역
- 김성남 : 이장 역
- 유달산 : 원로 역
- 이재민 : 종배 역
- 정규운 : 광필 역
- 임선희 : 이장 처 역
- 박흥열 : 의사 역
- 유정 : 만수 처 역
- 한태일 : 교장 역
- 박철민 : 보육원장 역
- 안진수 : 잡지사장 역
- 이승일 : 봉제사장 역
- 서영석 : 건달 역
- 박효근 : 건달 역
- 정명진 : 사회자 역
- 조지훈 : 사회자 역
- 서윤기 : 감방장 역
- 문재학 : 교도관 역
- 구현재 : 교도관 역
- 김미연 : 보모 역
- 오윤혜 : 보모 역
- 곽은하 : 보모 역
- 윤효원 : 지숙 역
- 윤혜수 : 달자 역
- 이현지 : 국민배우 처 역
- 박인순 : 주모 역
- 박강희 : 국민배우 사촌 역
- 정지완 : 어린국민배우 역
- 강순자 : 국민배우 숙모 역
- 이수현 : 어린 지아 역
- 김혜영 : 모텔여인 역
- 이소원 : 봉제공장반장 역
- 조을희 : 미스 김 역
- 박순명 : 간호사 역
- 김양우 : 운전수 역
- 정희영 : 매니져 역
- 정한성 : 수감자 역
- 최훈민 : 수감자 역
- 전현철 : 수감자 역
- 신충식 : 구멍가게주인 역 (특별출연)
- 조하원 : 봉제공장동료 역 (특별출연)
- 장태령 : 영화감독 역 (특별출연)